# Nosice (vodní nádrž)

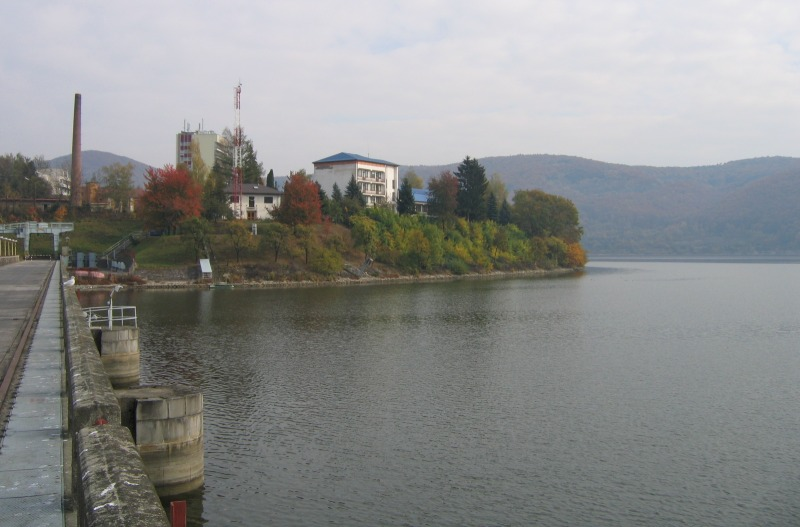
Pohled z přehradní zdi na lázně Nimnica

Vodní nádrž Nosice nebo Přehrada mládeže je vodní nádrž na řece Váh u Nosic, části města Púchov na Slovensku. Byla vybudována v letech 1949–1957. Je součástí Vážské kaskády a slouží k vyrovnávání průtoků Váhu, výrobě elektrické energie, ochraně před povodněmi, odpočinku a rybářství. Elektrárnou využitá voda je odváděna do jezů Dolné Kočkovce. 
Přehrada byla postavena jako jedna ze staveb mládeže. Na její výstavbě se vystřídalo až 55 tisíc brigádníků, členů Československého svazu mládeže.

## Parametry
- Maximální hloubka 18 m
- Objem nádrže je 36 milionů. m³
- Přehradní zeď je vysoká 36 m a dlouhá 472 m
- Plocha nádrže zabírá 5,7 km²

## Vodní elektrárna Nosice
Součástí nádrže je i vodní elektrárna, která byla uvedena do provozu v roce 1957. Elektrárna má nainstalovány 3 Kaplanovy turbíny s průtokem 3 x 130 m³ a výkonem 67,5 MW. Průměrně vyrobí 157,4 GWh elektrické energie ročně.